# Демчишин Тарас Ростиславович
Тарас Ростиславович Демчишин (3 березня 1984, Львів) — україно-японський музикант та диригент.

## Життєпис
Народився 3 березня 1984 року у Львові у відомій музичній сім'ї. Батько, Ростислав Демчишин, диригент і композитор, Заслужений діяч мистецтв України, а мати — класична та естрадна співачка, піаністка, Заслужена аристка України — Леся Боровець-Демчишин.
Закінчив спеціалізовану музичну школу-інтернат ім. Соломії Крушельницької та Львівську державну академію музики ім. М.Лисенка. Продовжив навчання в Німеччині, в Академії музики (Akademie für Tonkunst), м. Дармштадт, а згодом закінчив Вищий музичний університет імені Ханнса Айслера в Берліні (Musikhochschule Hans Eisler).
З 2007 проживає в Японії, протягом 2007―2018 працював кларнетистом оркестру «The Kyushu Symphony Orchestra».
З 2014 року співпрацює з японським брендом «Yamaha», рекламує та грає на кларнеті «Artist model» YCL-SEAM, YCL-SEAMA.
У 2014 році заснував професійний симфонічний оркестр «Бетховен Симфонієта» («Beethoven Sinfonietta») у м. Фукуока (Японія). 
У 2019 році завоював четверту премію Алматинского міжнародного конкурсу диригентів.
27 червня 2021 року у місті Йокогама (Японія) за організації Йокогамського молодіжного оркестру та Посольства України в Японії відбувся концерт пам'яті всесвітньо відомого оперного співака Василя Сліпака. Диригував та організовував цей концерт Тарас Демчишин. Також у концерті взяли участь український співак японської опери «Ніссей» Денис Вишня, скрипальки Ліза Ізумі та голова Японсько-української мистецької асоціації Чіе Савада.
Брав участь у концертах в Хмельницьку, Рівному та Львівській Опері.
У 2020 році диригував оркестром Хмельницької філармонії на 34-му Музичному фестивалі імені Анатолія Кос-Анатольського в Коломиї.
5 серпня 2021 року дав спільний концерт із українською співачкою SLAVIA в Хмельницькому.
Від 2021 до 2022 року працював Музичним директором та диригентом японського молодіжного оркестру «JOY» у місті Йокогама.

### Родина
Три роки тривав його шлюб із японською скрипалькою Асамі, але пара розлучилася.